# Драгомер
Драгомер (словен. Dragomer) је градић и управно средиште општине Лог-Драгомер, која припада Средњесловенској регији у Републици Словенији.
По последњем попису из 2011. године, насеље Драгомер имало је 1.446 становника.